# 이와모토 히카루
이와모토 히카루(일본어: 岩本 照, 1993년 5월 17일 ~ )는 일본의 아이돌이자 댄서이며, Snow Man의 리더이다.
애칭은 히카루. 사이타마현 출신. STARTO ENTERTAINMENT 소속. 혈액형 A형, 신장 182cm

## 약력
- 6세부터 춤을 배우기 시작해, 초등학교 3학년 무렵에는 어른과 같은 반에서 춤추고 있었다.
- 댄스를 일로 한다면 쟈니스사무소라고 생각해, 스스로 이력서를 응모했다.
- 2006년 10월 1일, 쟈니즈 사무소 입소.
- 2007년, 댄스 유닛 Jr.BOYS에 가입.
- 2009년, Mis Snow Man이 결성.
- 2012년 5월, Snow Man이 결성.

## 인물[2]
- 2남 1녀로 장남. 여동생과는 4살. 남동생과는 8살 차이가 난다.
- 자신의 장점은 쉽게 타오르고 잘 식지 않는 것. 단점은 타인의 영향을 잘 받는 것.
- 취미는 영화감상과 근육 트레이닝. 특기는 아크로바트.
- 존경하는 선배는 타키자와 히데아키, A.B.C-Z의 토츠카 쇼타.
- 트레이닝센터에 다니고, 근육을 단련하며, 체지방 4%라는 톱애슬리트 수준의 몸을 하고 있다. 또한, 그 신체능력을 살리고, 공식 사이트에서 꿈의 하나라던 [SASUKE]에의 출전을 2017년의 20주년 대회에서 이루었다.
- 또한, 2018년에는 피트니스 잡지 [Tarzan]의 표지도 장식하고 같은 잡지에서 월1회 연재회의 출장도 스타트(시작)
- 근육에 관련됀 것을 목표로 하는 멤버인 와타나베 쇼타의 목표이다.

## 출연

### 영화
- HOT SNOW (2011년 7월 9일 개봉) -하야시 이사무 役
- 극장판 사립 바카레아 고교 (2012년 10월 13일 개봉) -마시마 카이토 役
- 극장판 BAD BOYS J - 마지막에 지키는 것 - (2013년 11월 9일 개봉) -카와나카 요지 役
- 남자친구는 오렌지색 (2022년 7월 8일 개봉) -에비하라 쿄스케 役

### 드라마
- 이상의 아들 제 7화 (2012년 2월 25일, NTV) -헌터의 부하 중 리더 격 役
- THE QUIZ (2012년 9월 1일, NTV) -시키시마 리쿠 役
- Piece (2012년 10월 ~ 12월, NTV) -키도 쥰페이 役
- BAD BOYS J (2013년 4월 ~ 6월, NTV) -카와나카 요지 役
- JMK 나카지마 켄토 러브홀릭 왕자님 제 12화 (2013년 9월 16일, NTV) -본인 役
- SHARK (2014년 1월 ~ 3월, NTV) -사토미 켄조 役
- SHARK ~2nd Season~ 제 7화 (2014년 6월 7일, NTV) -사토미 켄조 役
- 오빠, 가챠 제 8화 (2015년 2월 28일, NTV) -켄 상 役[3]
- 오빠, 가챠 제 9화 (2015년 3월 7일, NTV) -켄 상 役

### CM
- 에바라 산바람 양념장
- 코나미 봄버맨 제타즈
- 닛신식품 닛신야키소바 U.F.O (2009년)
- AOKI 후렛샤즈 「정장 데뷔 편」 (2013년)
- 베스킨라빈스 31 (2013년)

### 음악방송
- 더 소년구락부 (2006년 ~ 현재, NHK BS 프리미엄)

### 버라이어티
- YOU들! (2006년, NTV)
- 스마시프 (2014년 3월 9일, TV 아사히)
- 가무샤라! (2014년 ~ 현재, TV 아사히)

### PV
- 타키 앤 츠바사 「愛はタカラモノ」 (2010년)
- 타키 앤 츠바사 「REAL DX」 (2012년)
- A.B.C-Z 「Twinkle Twinkle A.B.C-Z」 (2013년)
- A.B.C-Z 「Shower Gate」 (2015년)

### 무대
그룹의 출연은 Snow Man#출연을 참조. 개인의 출연만 기재.
- 피터팬 (~ 2006년 8월 2일)

### 신문
- Saturday ジャニーズ (2015년 10월 31일, 닛칸 스포츠)